# Дофен (Француска)
Дофен (фр. Dauphin) је насељено место у Француској у региону Прованса-Алпи-Азурна обала, у департману Горњопровансалски Алпи.
По подацима из 2011. године у општини је живело 804 становника, а густина насељености је износила 82,8 становника/km².

## Демографија
| 1962. | 1968. | 1975. | 1982. | 1990. | 2011. |
| ----- | ----- | ----- | ----- | ----- | ----- |
| 280   | 357   | 328   | 469   | 684   | 804   |